# Kurtuluş
Kurtuluş (Liberación en castellano) es un barrio del distrito de Çankaya y una estación de Ankaray, componente del metro de la ciudad de Ankara, Turquía. Es una estación de transferencia con el tren de cercanías de la ciudad. Es la principal estación del sector Cebeci en Çankaya. Permite el acceso al Kurtuluş Parkı (Parque de la Liberación), a la mezquita de Çelebi Mehmet, a la Dirección de Créditos (Becas) y Residencia Estudiantil para la Educación Superior (Yüksek Öğrenim Kredi ve Yurtlar Kurumu) y al campus "Cebeci" de la Universidad de Ankara, que alberga las Facultades de Ciencias Políticas, Derecho, Ciencias de la Educación y Comunicación.